# 자동차 잡지
자동차 잡지(自動車雜誌)는 자동차나 자동차 산업 등에 관계가 되어 있는 기사를 게재하는 잡지이다.

## 내용
자동차 잡지는 아래와 같은 내용으로 구성되어 있다.
- 신차정보(신차의 소개, 해설, 평가 등)
- 시승기
- 독자 코너
- 신차가격표
- 자동차 용품의 소개와 해설

## 나라별 자동차 잡지

### 대한민국
- 자동차생활 - 1984년 9월 창간
- 모터매거진 - 1988년 8월 창간
- 카 비전 - 1991년 7월 창간, 2009년 6월 폐간
- 탑 기어 - 2011년 창간, 2014년 9월 폐간
- 트윈카뉴스 - 2024년 2월 창간

### 독일
- 스포트 아우토(독일어판)
- 아우토 차이퉁(독일어판)

### 미국
- 스포츠카 인터내셔널(영어판)
- 카 앤 드라이버(영어판)
- 모터트렌드

### 영국
- 오토 익스프레스
- 오토 카(영어판)
- 카 매거진(영어판)
- 카바이어(영어판)
- 탑 기어

### 일본
- 고속유연 디럭스(일본어판)
- 더 마이카(일본어판)
- 드리프트 천국(일본어판)
- 모터 매거진(일본어판)
- 모터팬(일본어판)
- 오토카 재팬(일본어판)
- 온리 메르세데스(일본어판)
- 이타샤 그래픽스(일본어판)
- 월간 자가용차(일본어판)
- 카 그래픽(일본어판)
- 카센서(일본어판)
- 핫버전(일본어판)
- 4X4 매거진(일본어판)

## 같이 보기
- 자동차 평론
- 카 오브 더 이어